# أندريه هنري
أندريه هنري (بالفرنسية: André Henry)‏ هو سياسي فرنسي، ولد في 15 أكتوبر 1934 في فرنسا.